# Petrolis Independents
Petrolis Independents és una empresa catalana dedicada a la distribució i comercialització de carburants. Compta amb una xarxa de dotze estacions de servei: l'Ametlla del Vallès, Bescanó, Centelles, les Franqueses del Vallès, Golmés, Montblanc, Mont-ras, Navarcles, Tàrrega, Terrassa, Torroella de Montgrí i Vic. L'empresa exerceix la sobirania fiscal, paga els impostos a l'Agència Tributària de Catalunya i inverteix part dels beneficis en entitats socials independentistes.
A 21/7/2025 les estacions de Les Franqueses del Vallés i Mont-Ras no existeixen. S'ha de afegir una a Cervera (font: web petrolisindependets.cat)
Propietari de l'empresa: Joan Canadell Bruguera, diputat de JuntsxCat.